# 640-й отдельный батальон связи
640-й отдельный батальон связи — воинское подразделение в вооружённых силах СССР во время Великой Отечественной войны.

## История
Сформирован вместе с корпусным управлением 50-го стрелкового корпуса 2-го формирования в Москве в мае-июне 1943 года.
В составе действующей армии с 04.07.1943 по 11.05.1945 года.
Являлся корпусным батальоном связи 50-го стрелкового корпуса 2-го формирования, повторил его боевой путь.
О боевом пути смотри статью 50-й стрелковый корпус

## Награды
- 19 февраля 1945 года —   Орден Красной Звезды — награжден указом Президиума Верховного Совета СССР от 19 февраля 1945 года — за образцовое выполнение заданий командования в боях при прорыве обороны немцев и овладении городами Рожнява и Иелшава и проявленные при этом доблесть и мужество.[1]

## Состав
- Штабные подразделения
- Радиорота
- Рота линейных телефонистов
- Кабельно-шестовая рота

## Подчинение
| Дата            | Фронт (округ)        | Армия                                         | Корпус                 | Примечания |
| --------------- | -------------------- | --------------------------------------------- | ---------------------- | ---------- |
| 01.08.1943 года | Воронежский фронт    | 38-я армия                                    | 50-й стрелковый корпус | -          |
| 01.09.1943 года | Воронежский фронт    | 38-я армия                                    | 50-й стрелковый корпус | -          |
| 01.10.1943 года | Воронежский фронт    | 38-я армия                                    | 50-й стрелковый корпус | -          |
| 01.11.1943 года | 1-й Украинский фронт | 38-я армия                                    | 50-й стрелковый корпус | -          |
| 01.12.1943 года | 1-й Украинский фронт | 40-я армия                                    | 50-й стрелковый корпус | -          |
| 01.01.1944 года | 1-й Украинский фронт | 40-я армия                                    | 50-й стрелковый корпус | -          |
| 01.02.1944 года | 1-й Украинский фронт | 40-я армия                                    | 50-й стрелковый корпус | -          |
| 01.03.1944 года | 2-й Украинский фронт | 40-я армия                                    | 50-й стрелковый корпус | -          |
| 01.04.1944 года | 2-й Украинский фронт | 40-я армия                                    | 50-й стрелковый корпус | -          |
| 01.05.1944 года | 2-й Украинский фронт | 40-я армия                                    | 50-й стрелковый корпус | -          |
| 01.06.1944 года | 2-й Украинский фронт | 40-я армия                                    | 50-й стрелковый корпус | -          |
| 01.07.1944 года | 2-й Украинский фронт | 40-я армия                                    | 50-й стрелковый корпус | -          |
| 01.08.1944 года | 2-й Украинский фронт | 40-я армия                                    | 50-й стрелковый корпус | -          |
| 01.09.1944 года | 2-й Украинский фронт | 40-я армия                                    | 50-й стрелковый корпус | -          |
| 01.10.1944 года | 2-й Украинский фронт | 40-я армия                                    | 50-й стрелковый корпус | -          |
| 01.11.1944 года | 2-й Украинский фронт | 38-я армия                                    | 50-й стрелковый корпус | -          |
| 01.12.1944 года | 2-й Украинский фронт | 40-я армия                                    | 50-й стрелковый корпус | -          |
| 01.01.1945 года | 2-й Украинский фронт | 40-я армия                                    | 50-й стрелковый корпус | -          |
| 01.02.1945 года | 2-й Украинский фронт | 40-я армия                                    | 50-й стрелковый корпус | -          |
| 01.03.1945 года | 2-й Украинский фронт | 40-я армия                                    | 50-й стрелковый корпус | -          |
| 01.04.1945 года | 2-й Украинский фронт | -                                             | 50-й стрелковый корпус | -          |
| 01.05.1945 года | 2-й Украинский фронт | 1-я гвардейская конно-механизированная группа | 50-й стрелковый корпус | -          |

## Командиры
- Начальник связи 50-го стрелкового корпуса: подполковник Столпштейн
- Начальник радиосвязи 50-го стрелкового корпуса: майор Мелков
- Командир батальона: майор Воскобойников
- Заместитель командира по политчасти: капитан Ивелёв
- Начальник штаба батальона: капитан Шнейдер
- Командиры радиороты: капитан Бартеньев, капитан Аронсон
- Начальники радиостанций РСБ (РСБ – «радиостанция скоростного бомбардировщика», смонтирована в автофургоне):
  - 1. лейтенант Краснопеев
  - 2. лейтенант Козлов
  - 3. лейтенант Постревич
- Командир взвода маломощных радиостанций лейтенант Фуксман, лейтенант (??).

Начальники маломощных радиостанций:
- - 1. SCR-284-A (американская) старший сержант Дубенцов, сержант Кузнецов
  - 2. SCR-284-A (американская) старший сержант Кожентаев, сержант Аристархов, сержант Алексахин
  - 3. РБМ (советская) сержант Фёдоров
  - 4. РБМ (советская) рядовой Юнович
- Начальник радиоремонтного отдела: капитан Букколини
- Начальник зарядной базы: старшина Синелёв